# 2237 Melnikov
2237 Melnikov este un asteroid din centura principală, descoperit pe 2 octombrie 1938 de Grigori Neuimin.